# آنتونیا فون روماتوفسکی
آنتونیا فون روماتوفسکی (آلمانی: Antonia von Romatowski؛ زادهٔ ۱۹ ژوئن ۱۹۷۶) کمدین، بازیگر و صداپیشه اهل آلمان است.
از فیلم‌ها یا مجموعه‌های تلویزیونی که وی در آن‌ها نقش داشته‌است، می‌توان به گوش آقای رئیس اشاره نمود.